# Mort et funérailles d'Otto de Habsbourg-Lorraine

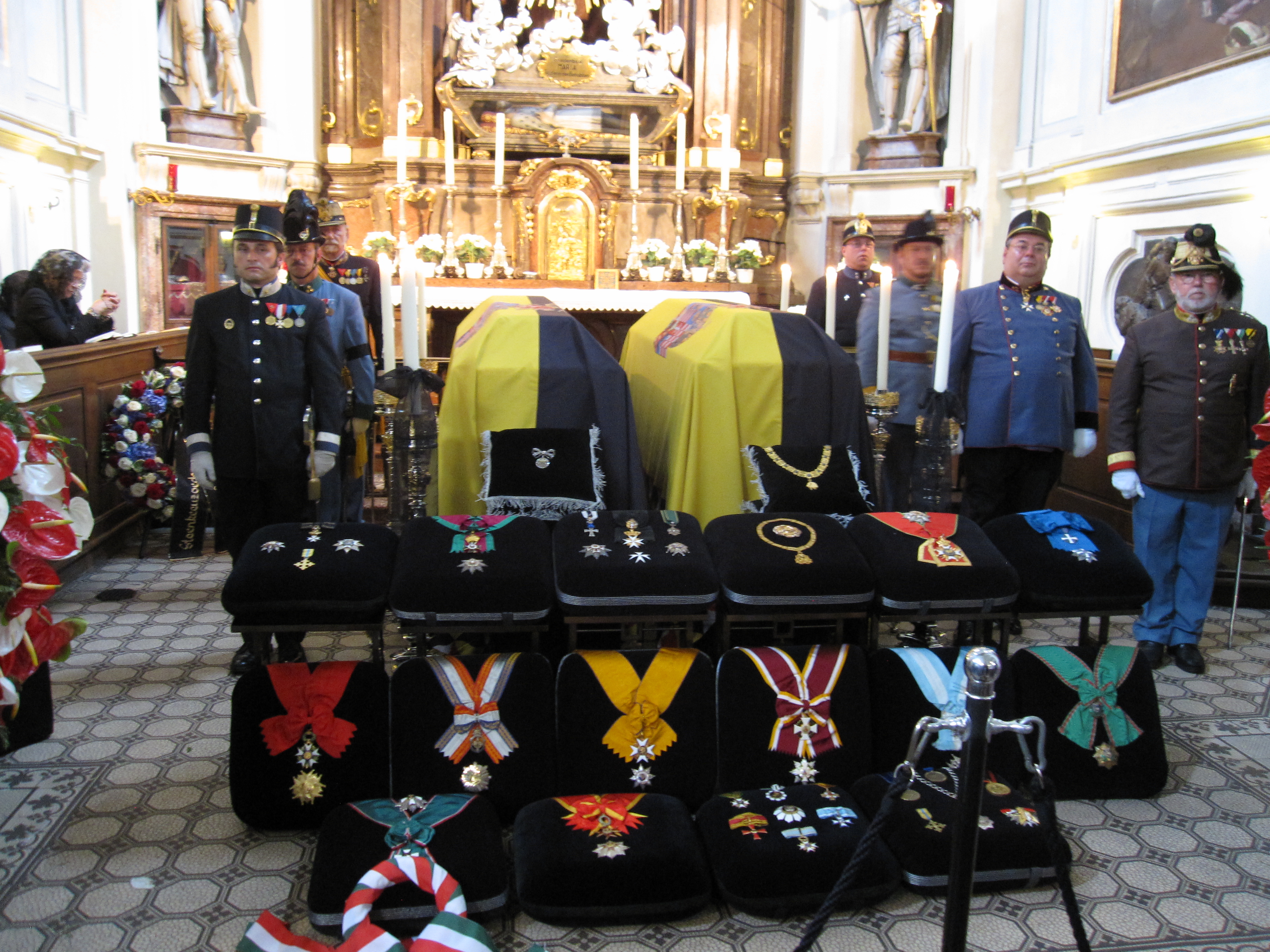
L'archiduc Otto d'Autriche, et son épouse la princesse Regina de Saxe-Meiningen reposent dans l'église des Capucins de Vienne, drapés du drapeau des Habsbourg. Les insignes des différents ordres et décorations accumulés par les Habsbourg y sont exposés. Les gardes d'honneur sont vêtus d'uniformes austro-hongrois.

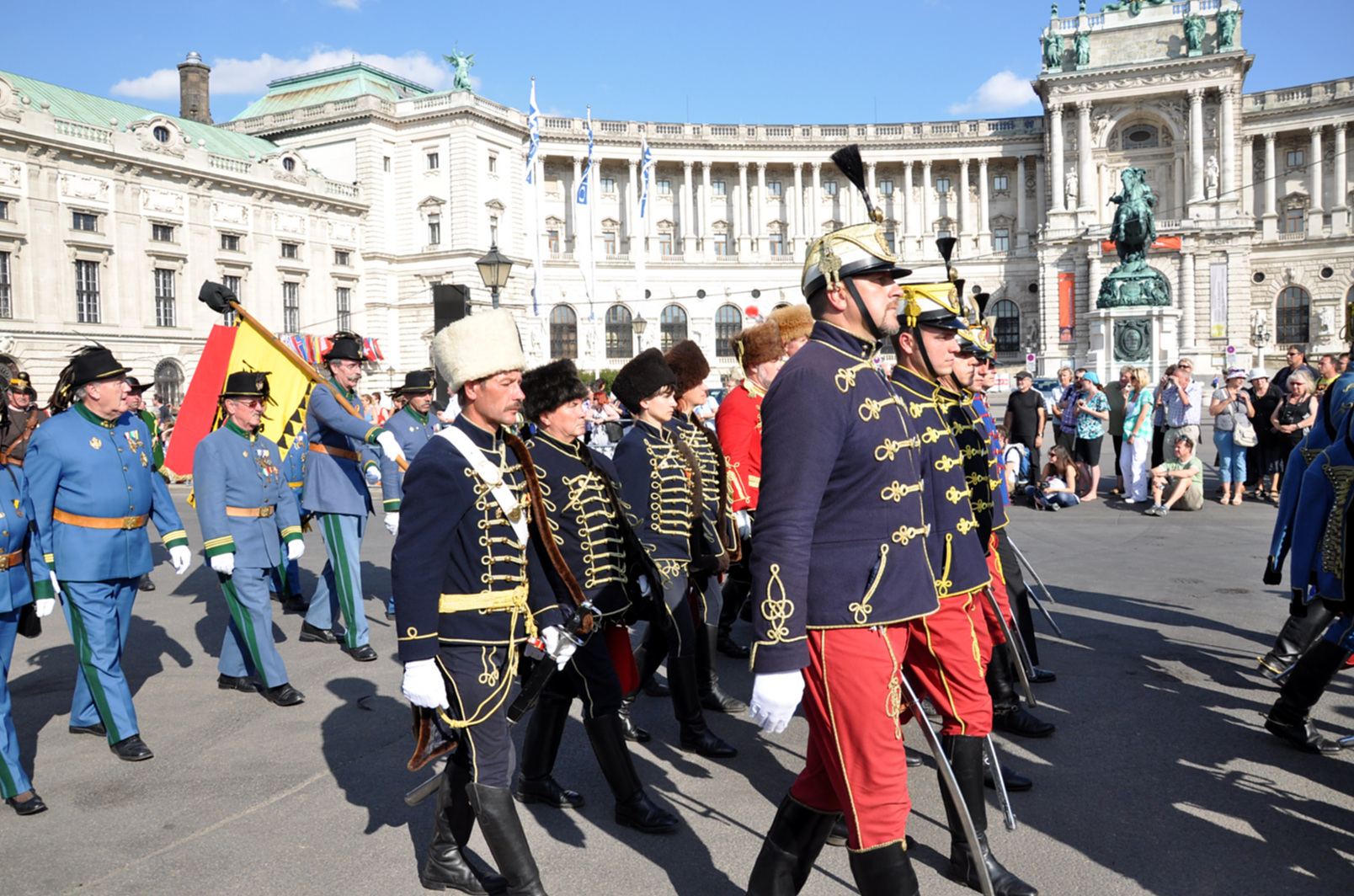
Cortège funèbre passant devant la Heldenplatz (uniformes : hussards austro-hongrois et tirailleurs impériaux).

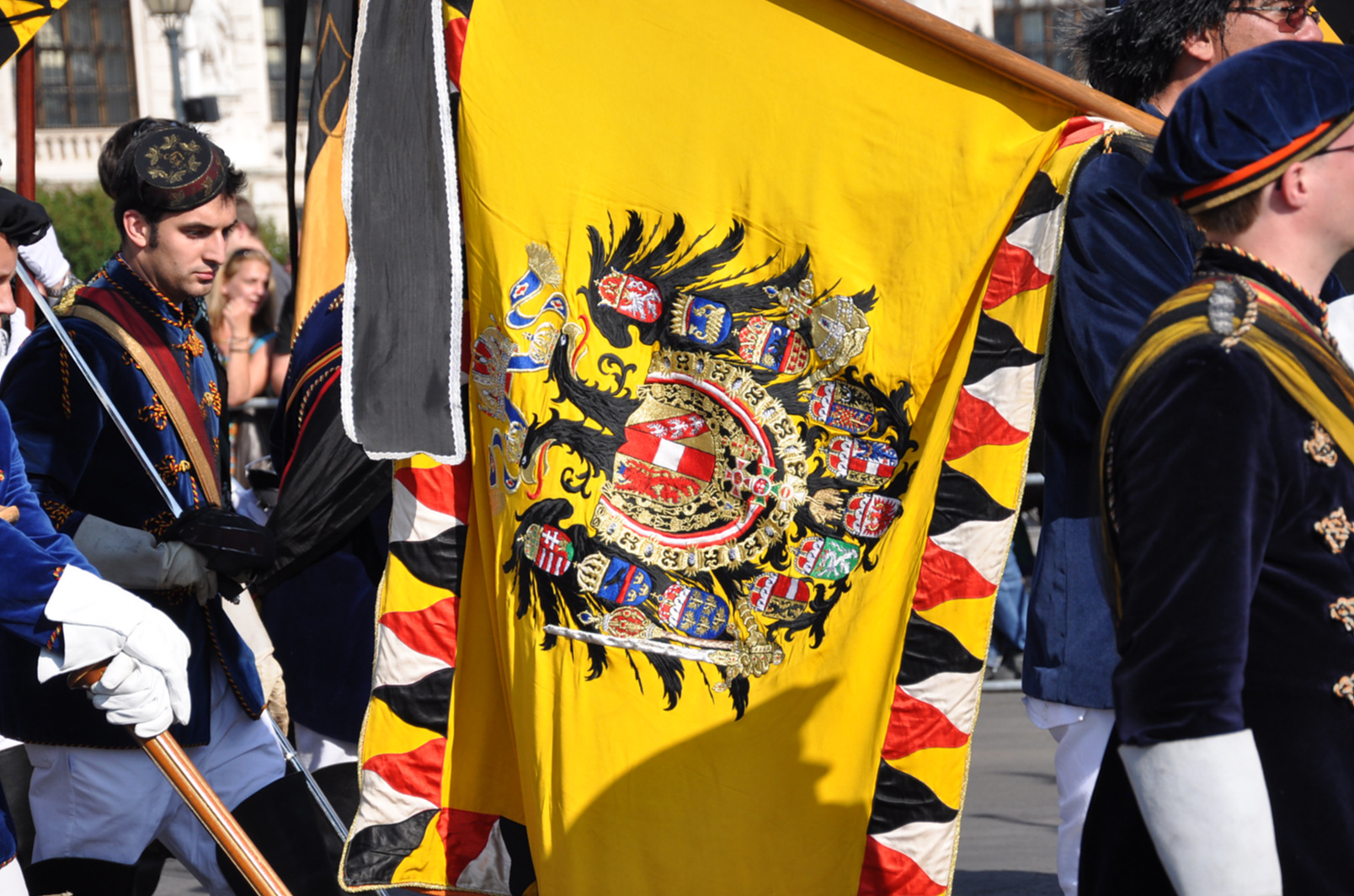
Bannière affichant les armoiries impériales et royales, avec celles des Kronländer.

Le 4 juillet 2011, Otto de Habsbourg-Lorraine (en allemand : Otto von Habsbourg) dit « Otto d'Autriche », ancien chef de la maison de Habsbourg et souverain de l'ordre de la Toison d'or (1922-2007) et ancien prince héritier (1916-1918) et, par semblant, Empereur-Roi (depuis 1922), d'Autriche-Hongrie, meurt à l'âge de 98 ans.
Le jour suivant, une période de deuil de 13 jours a débuté dans les anciens pays ayant fait partie de l'Autriche-Hongrie. Otto est enterré dans la crypte impériale sous l'église des Capucins à Vienne le 16 juillet et son cœur inhumé à Pannonhalma Archabbey en Hongrie le 17 juillet. De multiples requiems ont été célébrés. De nombreux dignitaires étrangers, parmi lesquels les monarques régnants ou anciens, le roi Carl XVI Gustaf de Suède, Henri, grand-duc de Luxembourg, le roi Michel Ier de Roumanie, le tsar Siméon II de Bulgarie, Hans-Adam II, prince du Liechtenstein et Fra' Matthew Festing, Prince et Grand Maître de l'Ordre de Malte — ont assisté à la messe de Requiem célébrée le 16 juillet dans la cathédrale Saint-Étienne de Vienne, présidée par le cardinal Christoph Schönborn, suivie de l'inhumation dans la crypte impériale. Des commémorations ont également eu lieu en Bavière.
Il s'agissait de l'enterrement le plus récent d'un Habsbourg royal dans la crypte impériale — suivant une cérémonie vieille de plusieurs siècles — où 145 autres membres de la maison de Habsbourg, parmi lesquels de nombreux empereurs romains et autrichiens, ont été enterrés depuis 1633.
Environ 1 000 invités et 100 000 personnes ont assisté aux funérailles à Vienne, qui ont été retransmises en direct sur la télévision autrichienne. Un cortège funèbre de plus d'un kilomètre de long a conduit le cercueil d'Otto de la cathédrale Saint-Étienne à la crypte impériale. Les cérémonies ont entraîné la fermeture d'une grande partie du centre de Vienne à la circulation publique.
Les funérailles ont été décrites comme les « dernières funérailles d'un empereur » à avoir lieu à Vienne.

## Réactions

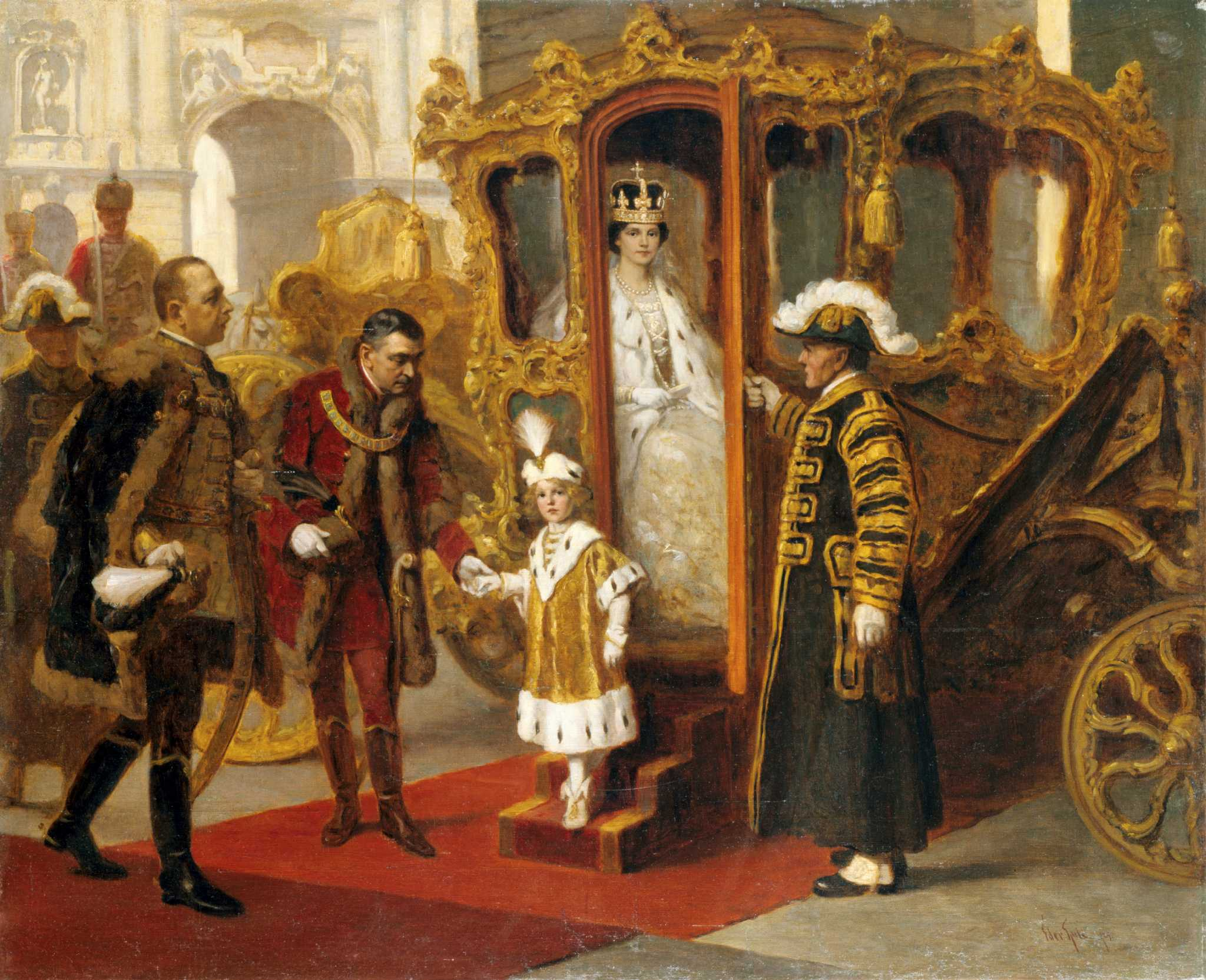
Le prince héritier Otto à Budapest en 1916, assistant au couronnement de ses parents comme roi et reine de Hongrie. Peint par Gyula Éder (inspiré par une image du film du couronnement).

Fils aîné de Charles Ier, dernier empereur d'Autriche et roi de Hongrie, et de son épouse, Zita de Bourbon-Parme, Otto est né en troisième position sur les trônes d'Autriche, de Hongrie, de Croatie et de Bohême. Avec l'ascension de son père sur les trônes en 1916, il était lui-même susceptible de devenir empereur. Comme son père n'a jamais abdiqué, Otto était considéré par lui-même, sa famille et les légitimistes austro-hongrois comme l'empereur-roi légitime. Contraint de vivre en exil avec sa famille après 1918, Otto a été actif sur la scène politique autrichienne et européenne à partir des années 1930, en tant que premier partisan de l'intégration européenne et farouche opposant au nazisme et au communisme. Après la Seconde Guerre mondiale, il a été vice-président (1957-1973) et président (1973-2004) de l'Union paneuropéenne internationale et a été membre du Parlement européen. Il a joué un rôle central dans les révolutions de 1989, en tant que co-initiateur du Pique-nique paneuropéen. Plus tard, il a été un fervent partisan de l'adhésion à l'UE des pays d'Europe centrale et orientale.
On l'a décrit comme « le dernier empereur » ou « le dernier Habsbourg ».

### Organismes supranationaux
Le Président de la Commission Européenne, José Manuel Barroso a déclaré, « qu'avec Otto de Habsbourg, un grand Européen nous a quittés, qui a donné un élan important au projet européen tout au long de sa riche vie. [...] Son engagement en faveur de l'Europe doit être un exemple politique pour nous tous, en particulier dans les moments difficiles. » Dans sa déclaration, M. Barroso a souligné qu'Otto avait « apporté une contribution centrale à l'ouverture du rideau de fer et à la réunification pacifique de notre continent trop longtemps divisé. »
Le président du Parlement européen, Jerzy Buzek, a déclaré : « Ce matin, un géant européen est décédé [...] Dans les heures les plus sombres de notre continent, Otto von Habsburg a été un roc de vérité et d'humanité. Il a résisté au nazisme avec la même détermination qu'il s'est opposé aux régimes communistes du bloc de l'Est. Il a entretenu la flamme de l'espoir de la réunification de l'Europe quand beaucoup d'autres avaient baissé les bras. Je n'oublierai jamais le moment où le pique-nique paneuropéen, organisé par Otto de Habsbourg le 19 août 1989 à la frontière austro-hongroise, a fait les premiers trous dans ce rideau de fer de la honte. »
Le Parlement européen a observé une minute de silence en l'honneur d'Otto von Habsburg. Le président du Parti populaire européen – Wilfried Martens, a déclaré : « Otto von Habsburg était un grand Européen. Il a défendu sans relâche le projet européen et l'intégration européenne. »
Le président du Groupe du Parti populaire européen, Joseph Daul a déclaré : « Otto von Habsburg a incarné l'histoire de l'intégration européenne comme personne d'autre. Le fils du dernier empereur austro-hongrois s'est battu toute sa vie pour la démocratie, la liberté et la compréhension entre les peuples d'Europe. Des débuts du mouvement pour l'intégration européenne après la fin de la Seconde Guerre mondiale jusqu'au désormais célèbre pique-nique paneuropéen à la frontière entre l'Autriche et la Hongrie en 1989, il a réussi à surmonter les frontières et à montrer aux Européens la voie vers un avenir commun. »
L'Organisation des nations et des peuples non représentés - Le secrétaire général de l'UNPO, Marino Busdachin, a fait l'éloge d'Otto comme « un champion du multiculturalisme et de l'intégration européenne. »
L'Union paneuropéenne - Bernd Posselt, président de l'Union paneuropéenne en Allemagne, a déclaré qu'Otto était « le dernier grand architecte de l'unité européenne issu de la génération des pionniers. » Zoltán Wodianer-Nemessuri, président de l'Union paneuropéenne en Hongrie, a déclaré : « Il mérite un respect éternel en Hongrie (pour avoir fait) de loin le plus pour garantir que le soulèvement hongrois de 1956 ne s'efface pas de la mémoire publique. »

### États

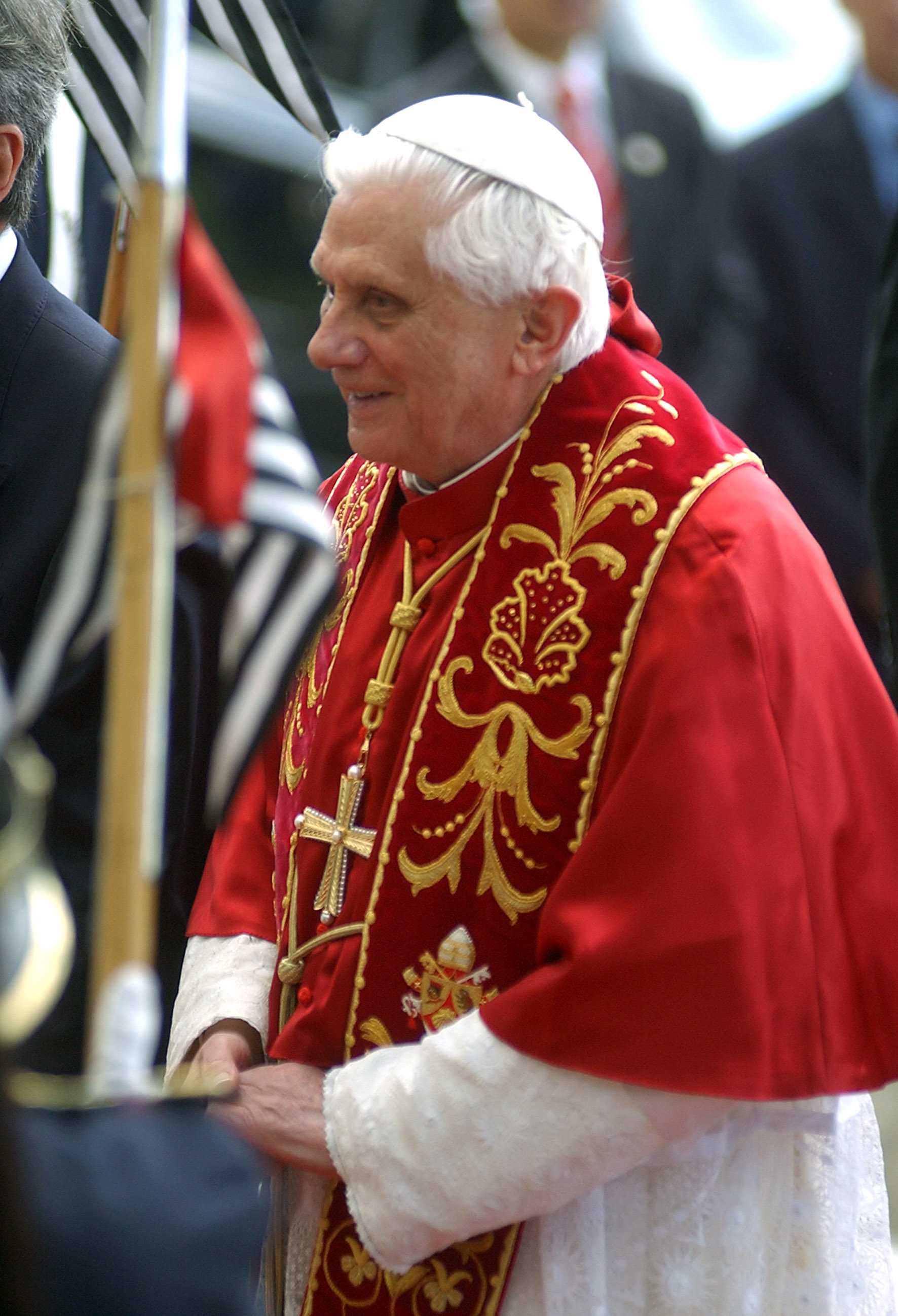
Le pape Benoît XVI a déclaré qu'Otto était un grand Européen qui a travaillé sans relâche pour la paix, la coexistence des peuples et un ordre juste en Europe.

Dans un télégramme adressé à Charles de Habsbourg-Lorraine, archiduc d'Autriche, le Pape Benoît XVI a fait l'éloge d'Otto von Habsburg, « un grand Européen » qui a œuvré sans relâche pour la paix, la coexistence des peuples et un ordre juste en Europe. « À l'heure de la douleur causée par cette perte tragique, je m'associe à vous et à toute la famille impériale dans la prière pour le défunt. Au cours d'une vie longue et épanouie, l'archiduc Otto a été un témoin de l'histoire mouvementée de l'Europe », a écrit le pape. Le cardinal Renato Martino a rappelé qu'Otto était l'un des « plus grands défenseurs » de la foi catholique et de la dignité humaine du XXe siècle, déclarant que son père, « le bien heureux Karl d'Autriche, lui a inculqué dès son plus jeune âge que la fonction de souverain est un service saint et un sacrifice désintéressé pour le bien des peuples qui lui sont confiés. C'est une philosophie qui l'influencera toute sa vie. » Le cardinal Christoph Schönborn a déclaré que « Otto von Habsburg était sans aucun doute l'un des plus grands Européens » et qu'il devait être considéré comme l'un des « architectes de l'idée européenne et de l'intégration européenne » avec Robert Schuman, Konrad Adenauer, et Alcide De Gasperi. Schörnborn a regretté qu'il ait fallu tant de temps à l'Autriche pour montrer « la gratitude raisonnable envers la Maison de Habsbourg, à laquelle l'Autriche doit tant » et dont « nous consommons aujourd'hui l'héritage politique et culturel,. »
Lorsque la nouvelle de la mort d'Otto est tombée à Budapest, les législateurs hongrois ont immédiatement observé une minute de silence au Parlement. Le président hongrois, Pál Schmitt, et le Premier Ministre hongrois, Viktor Orbán, ont tous deux adressé leurs condoléances à la famille Habsbourg,. Un communiqué officiel du gouvernement a déclaré que « son soutien indéfectible à la cause hongroise et au peuple hongrois lui a valu une reconnaissance et une popularité universelles dans notre pays. »
Le président autrichien Heinz Fischer a qualifié Otto de « citoyen loyal de la république d'Autriche ». Malgré l'interdiction faite à sa famille d'entrer en Autriche jusqu'à ce qu'Otto renonce officiellement à sa prétention au trône, le président a noté que ses relations avec le gouvernement républicain « se sont bien développées au cours des dernières décennies. » Le chancelier Werner Faymann a déclaré que « sa vie reflète les grands tournants de l'histoire autrichienne et européenne. » L'ancien chancelier d'Autriche Wolfgang Schüssel a affirmé qu'Otto était « un Européen convaincu et a ouvert la voie à la route de l'Autriche à l'Europe », et qu'il « a intériorisé comme personne l'idée paneuropéenne et l'a articulée déjà à une époque où une ombre sombre planait encore sur le continent. » Othmar Karas, chef de la délégation du Parti populaire autrichien au Parlement européen, a déclaré que « toute l'Europe pleure. »
Pour la République tchèque, le ministre des Affaires étrangères Karel Schwarzenberg a fait l'éloge d'Otto, déclarant qu'il avait « courageusement combattu pour les peuples emprisonnés derrière le rideau de fer. » Schwarzenberg a fait remarquer qu'Otto était la dernière personne à avoir eu une position constitutionnelle « dans l'ancienne monarchie », déclarant que « nous ne devrions jamais oublier qu'il était le prince héritier d'Autriche, de Hongrie et de Bohème. » Schwarzenberg a également salué la forte position antinazie d'Otto, déclarant que le fait que l'annexion de l'Autriche ait reçu le nom de code « Opération Otto » signifiait que « les nazis savaient qu'Otto était leur principal ennemi. » Le Président slovène Danilo Türk a déclaré : « Otto von Habsburg était l'un des plus ardents défenseurs d'une Europe unie, un grand homme et un promoteur de la liberté humaine. »
Le ministre letton des Affaires étrangères Ģirts Valdis Kristovskis a adressé ses condoléances au ministre allemand des Affaires étrangères, déclarant que « l'implication de Habsbourg dans la diffusion de la démocratie européenne et de l'idée européenne restera dans les mémoires en Lettonie. »
Le président macédonien Gjorge Ivanov a envoyé sa lettre de condoléances à la famille Habsburg, déclarant qu'Otto von Habsburg était un « ami de la République de Macédoine » et qu'« il n'a jamais oublié la Macédoine. »
La présidente du Kosovo Atifete Jahjaga a adressé ses condoléances à la cour des Habsbourg, déclarant que « c'est avec une profonde tristesse que j'ai appris la nouvelle du décès de sa Majesté l'archiduc Otto von Habsbourg. Aujourd'hui, l'Europe a perdu un homme politique de premier plan, un grand partisan de la paix et un contributeur à son union, tandis que le Kosovo a perdu un ami irremplaçable qui sera considéré et dont on se souviendra toujours. En cette douloureuse occasion, au nom de la République du Kosovo et de ses citoyens, et en mon nom personnel, j'exprime mes plus sincères condoléances et ma profonde sympathie à la Cour de Habsbourg. »
Le ministre croate des Affaires étrangères Gordan Jandroković a adressé ses condoléances à la famille Habsbourg et a décrit Otto comme « un grand modèle politique, un grand Européen et un promoteur acharné des droits de l'homme. » Il a déclaré que le peuple croate a toujours eu un grand ami en Otto et qu'on se souviendra particulièrement de lui pour son implication et sa contribution à la reconnaissance internationale de la République de Croatie, ainsi que pour son soutien à l'adhésion de la Croatie à l'Union européenne.

### Allemagne
Le membre du Parlement et président de la Fédération des Expulsés, Erika Steinbach a fait l'éloge d'Otto comme étant « un fervent partisan des réfugiés et un intermédiaire compatissant entre les peuples d'Europe. »
L'Union chrétienne-sociale en Bavière, le parti qu'Otto représentait en tant que député européen, a publié une déclaration dans laquelle elle affirme que « la CSU pleure la mort de son Altesse impériale et royale, le Dr Otto von Habsburg. » Le Premier ministre Horst Seehofer a salué Otto comme « un avocat de l'Europe, un défenseur de la liberté, de la foi et de nos valeurs. » Il a également mentionné le rôle d'Otto dans la chute du rideau de fer.

## Funérailles

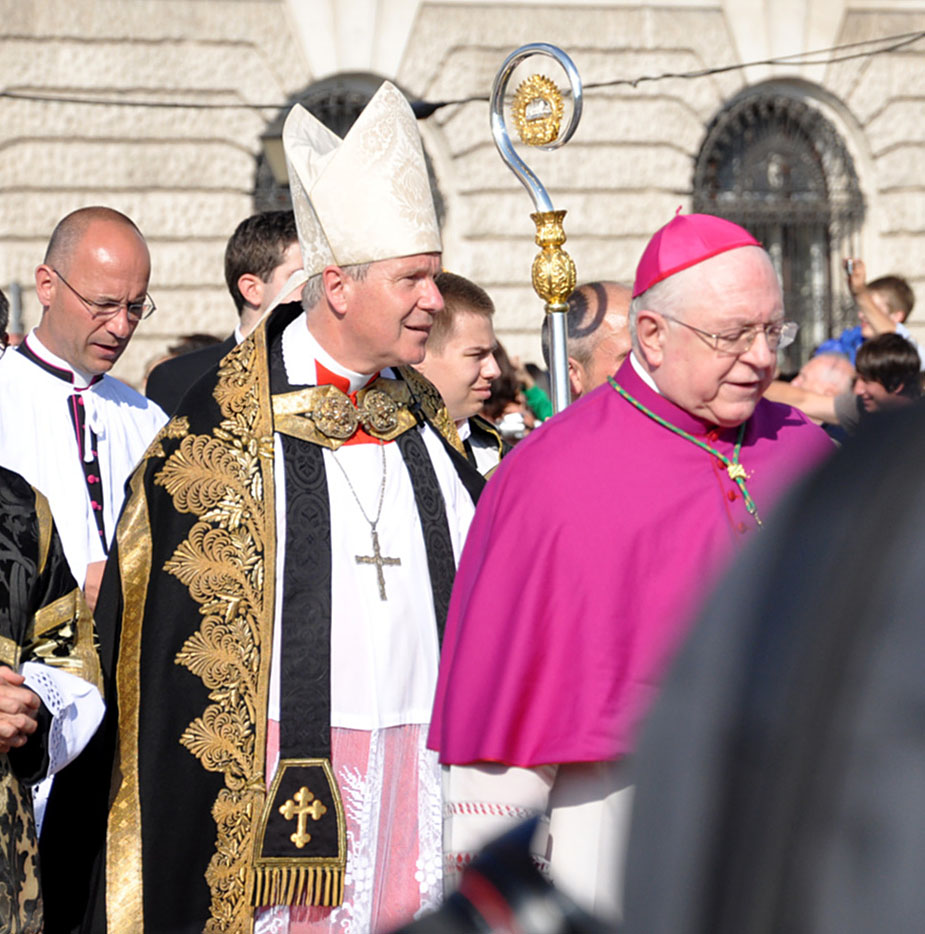
Le cardinal Christoph Schönborn et le nonce papal, l'archevêque Peter Zurbriggen, lors du cortège funèbre.

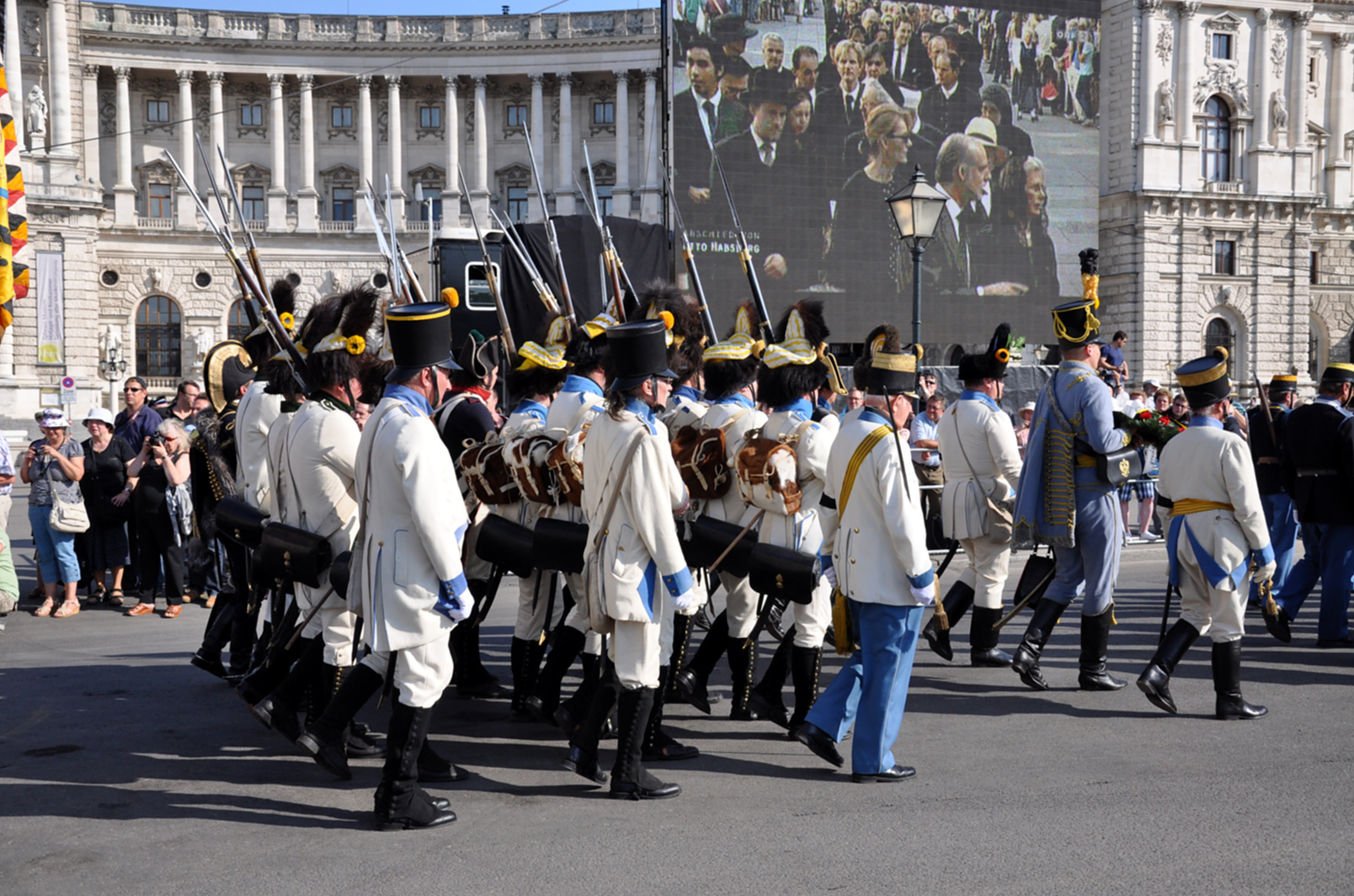
Cortège funèbre à Heldenplatz avec grand écran en arrière-plan.

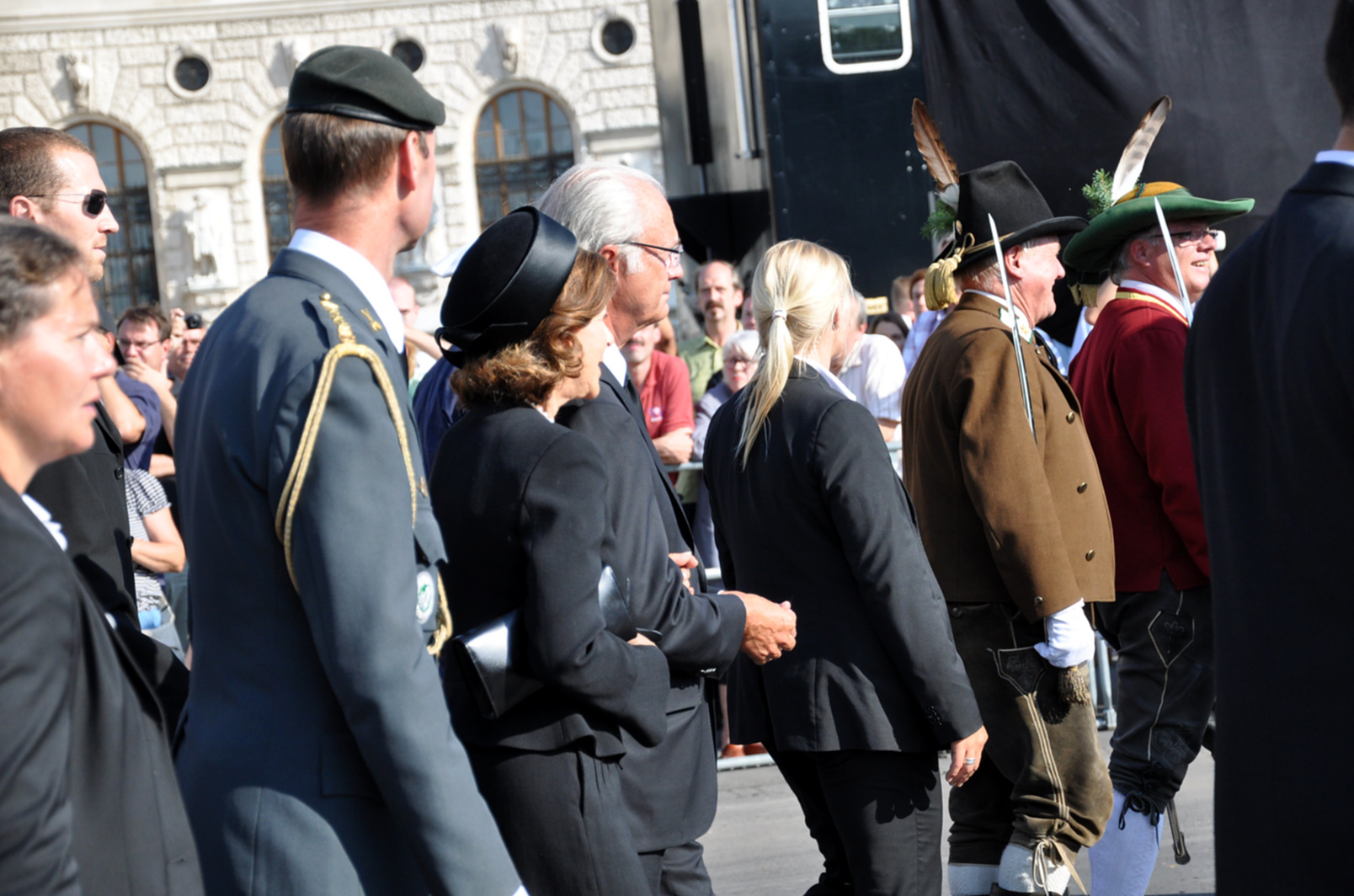
Le roi et la reine de Suède lors de la procession.

Ses funérailles ont eu lieu le 16 juillet 2011 à Vienne et le 17 juillet à l'abbaye territoriale de Pannonhalma, en Hongrie. Une période de deuil de 13 jours a débuté dans plusieurs pays faisant anciennement partie de l'Autriche-Hongrie le 5 juillet 2011, lorsque le corps de l'archiduc Otto a été déposé à l'église Saint Ulrich près de sa maison à Pöcking, en Bavière. Le corps a été transféré en train à la basilique catholique de pèlerinage de Mariazell le 12 juillet, avant d'être transféré en train à Vienne. Des messes de requiem ont été célébrées dans trois pays, à Munich, Pöcking, Mariazell, Vienne et Budapest. Conformément à la tradition des Habsbourg, son corps et son cœur sont enterrés séparément,. Otto est enterré dans la crypte impériale (Kapuzinergruft) avec sa mère, son épouse et d'autres membres de sa famille. Son cœur a été enterré à l'abbaye de Pannonhalma, en Hongrie,,. Le prince héritier Otto a été éduqué par des moines du collège bénédictin de Pannonhalma. Il a été exilé d'Autriche et de Hongrie en 1918.
Les funérailles ont été décrites comme un événement majeur dans l'histoire de Vienne ; le cardinal Schönborn les a décrites comme « un moment historique pour l'Autriche », déclarant qu'il sera bon pour le pays de « penser à ce grand Habsbourg dans la prière et la gratitude. » Les funérailles de la mère d'Otto, l'ancienne impératrice-reine Zita en 1989, ont rassemblé 40 000 personnes. Otto a été enterré avec les honneurs militaires. Les funérailles à Vienne ont été diffusées en direct par la télévision autrichienne et le requiem a également été projeté sur de grands écrans sur la Stephansplatz,,. Le cortège funèbre qui traverse Innere Stadt a fait plus d'un kilomètre de long. Après la procession, Otto a été enterré dans la crypte impériale. Une bénédiction du pape Benoît XVI a été lue pendant le requiem. Otto était l'avant-dernière personne à être ensevelie dans la crypte impériale, où 145 autres membres de sa famille ont été enterrés depuis 1633, car la crypte est presque pleine. En Bavière, l'Union chrétienne-sociale de Bavière au pouvoir a organisé les plus grandes commémorations de l'État depuis la mort de son ancien Premier ministre Franz Josef Strauss ; les commémorations comprenaient la célébration de deux requiems et une réception à la Résidence de Munich.
Le cercueil d'Otto était drapé du drapeau impérial des Habsbourg en noir-jaune et comportant les armoiries impériales-royales de l'Autriche et de la Hongrie en plus des armoiries de la famille des Habsbourg,. Otto von Habsburg a écrit que les funérailles de François-Joseph Ier d'Autriche en 1916 avaient été l'expérience la plus profonde de son enfance; l'enfant de 4 ans avait assisté aux funérailles entièrement vêtu de blanc parmi tous les adultes habillés en noir.
Les funérailles d'Otto ont été organisées par ses fils, Karl von Habsburg, chef de la maison des Habsbourg, et Georg von Habsburg. Karl von Habsburg a révélé que la planification des funérailles avait commencé 12 ans plus tôt et qu'Otto ne s'y était pas impliqué, si ce n'est pour émettre le souhait d'une cérémonie en Hongrie, conformément à la tradition familiale. La crypte impériale de la famille Habsbourg est chaque année visitée par près de 200 000 personnes. La crypte a été bâtie en conformité de la volonté de l'impératrice Anne. Le sarcophage de Regina, l'épouse d'Otto, qui avait été inhumée dans la crypte familiale au château de Veste Heldburg en Allemagne en 2010, a été transféré à Mariazell puis à la crypte impériale de Vienne en même temps. Néanmoins, le cœur de Regina restera dans la crypte familiale de Veste Heldburg. Les mesures de sécurité auraient été très importantes. De grandes zones du centre de Vienne ont été fermées au trafic public,. Le petit parti vert autrichien a reproché au gouvernement l'implication importante de l'État dans les obsèques, qui selon lui, ne se distinguait pas des obsèques nationales. Les funérailles auraient alimenté l'importante industrie touristique de l'Autriche; selon une étude, l'héritage impérial des Habsbourg est la principale raison pour laquelle les touristes visitent le pays,.
Le Malteser Hospitaldienst Austria (MHDA), une organisation dépendant de l'Ordre de Malte, était chargé de fournir une assistance médicale.

### Requiems et cérémonies
Six requiem dans quatre pays ont été célébrés.

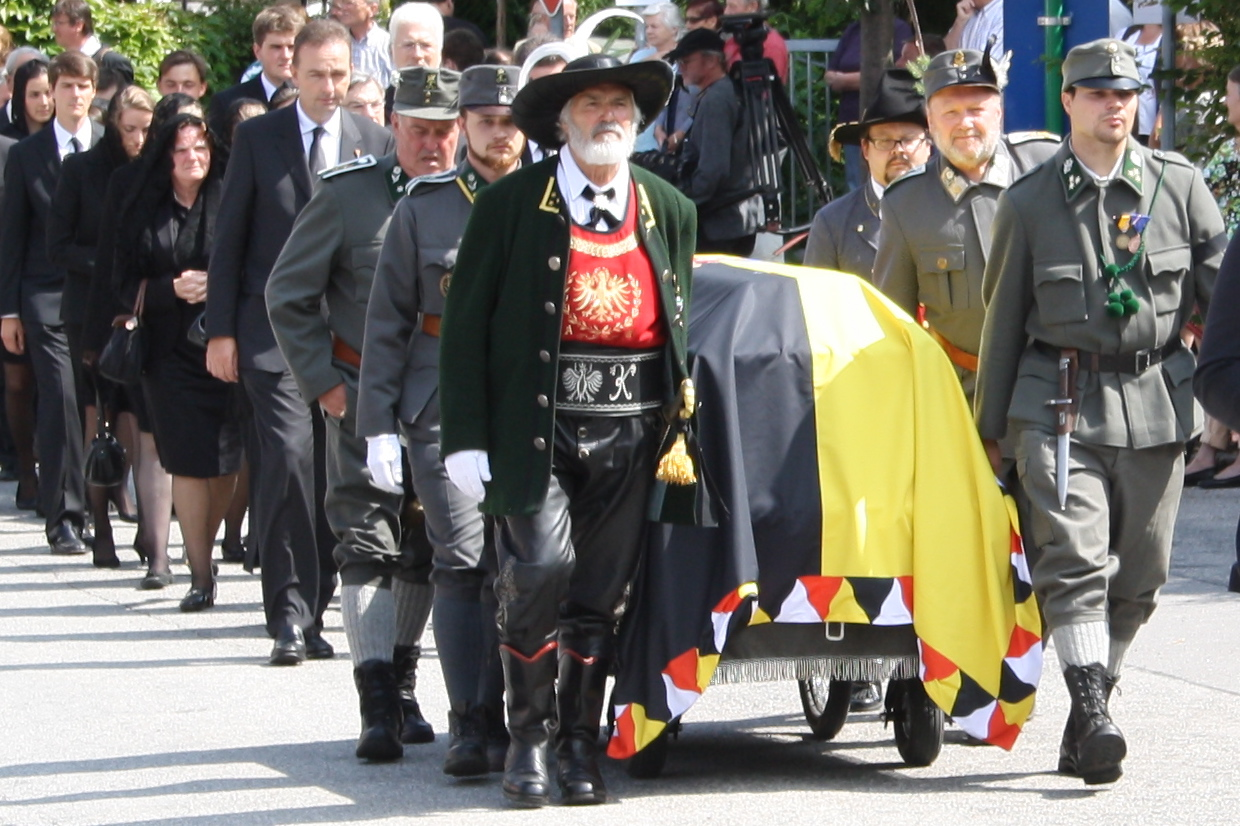
Procession à Pöcking le 9 juillet avec le cercueil d'Otto drapé du drapeau impérial des Habsbourg. Les porteurs sont vêtus d'uniformes austro-hongrois.

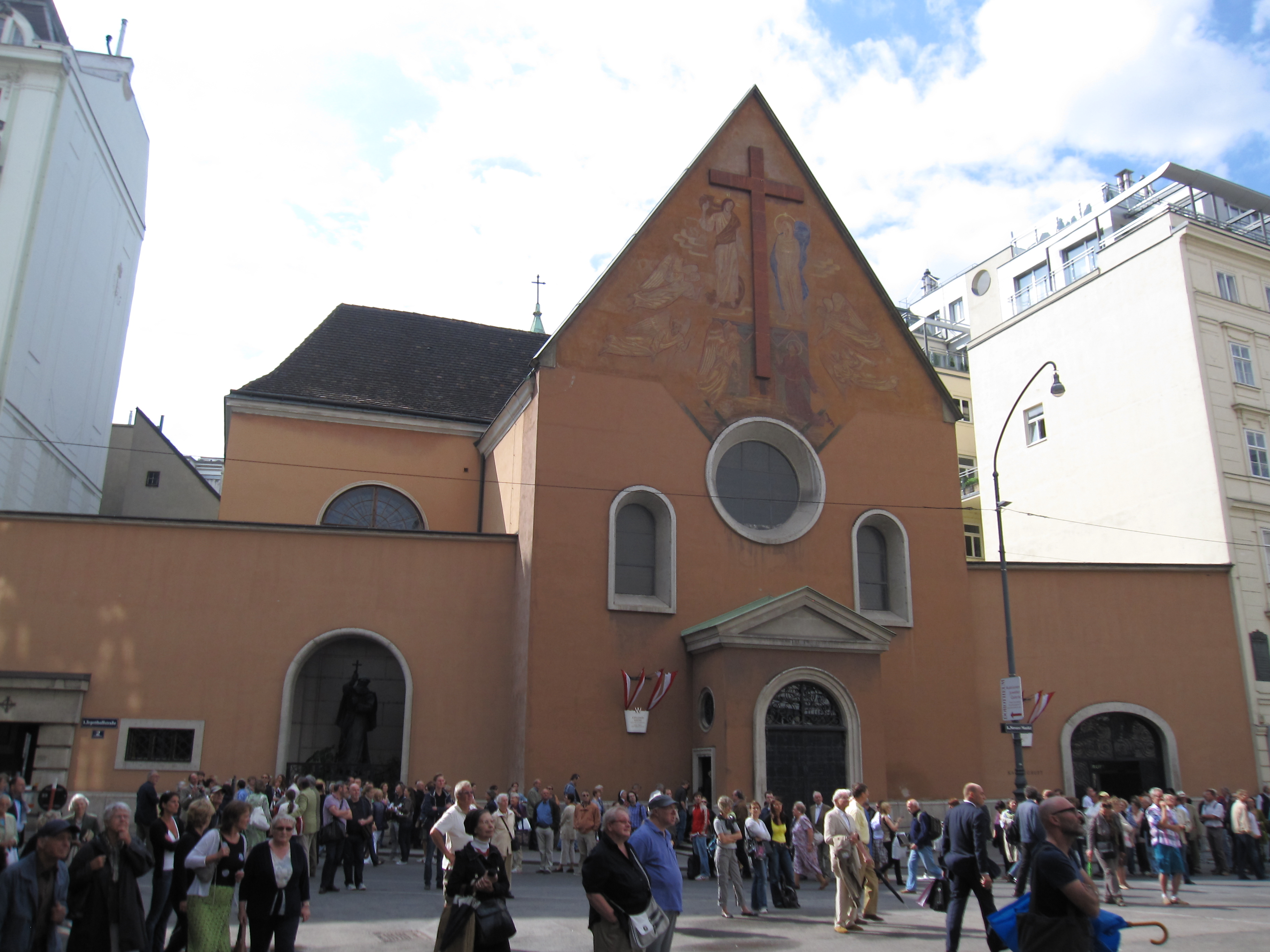
Les gens font la queue devant l'église des Capucins pour rendre un dernier hommage lors de l'inhumation du 15 juillet.

#### Allemagne

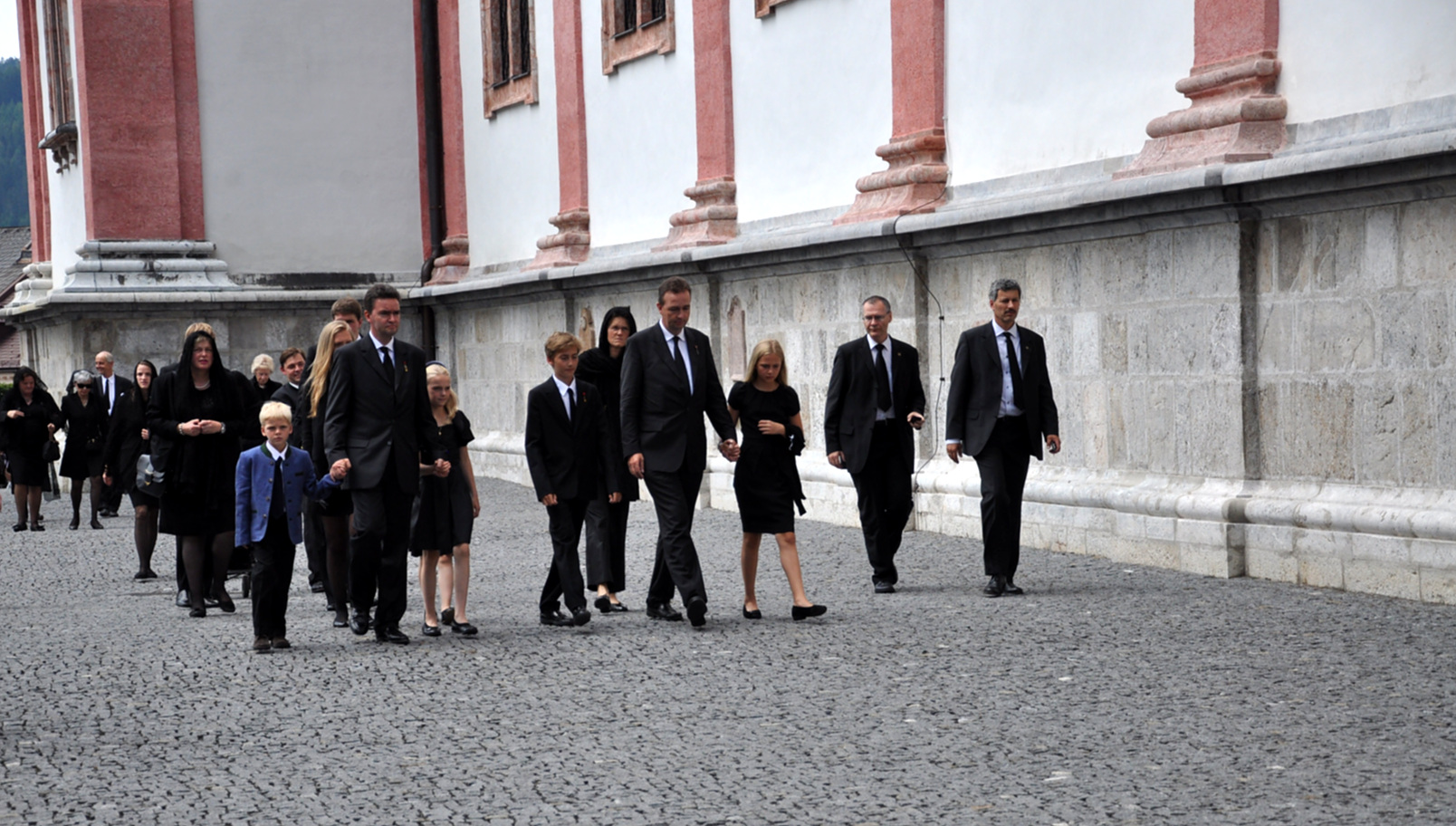
Membres de la maison de Habsbourg arrivant à Mariazell pour le requiem.

Les messes de requiem ont été initiées par une « messe pour Son Altesse Impériale et Royale l'Archiduc Otto d'Autriche, Prince Royal de Hongrie », célébrée le 9 juillet par l'évêque Konrad Zdarsa d'Augsbourg dans l'église St-Pie de Pöcking, près du domicile d'Otto,.
La deuxième messe de requiem a été célébrée dans l'église des Théatins de Munich le 11 Juillet à 10:00 par le cardinal Reinhard Marx et co-célébrée par son prédécesseur, le cardinal Friedrich Wetter,,. Le requiem a été projeté sur des écrans géants à l'Odeonsplatz et diffusé par la télévision bavaroise. Le grand rabbin de Munich, Steven Langnas, a recité une prière funéraire juive. Pour conclure, Gott erhalte Franz den Kaiser, l'ancien hymne impérial autrichien, a été chanté. Après le requiem, le Ministre-président de Bavière Horst Seehofer a organisé une reception pour environ 700 invités dans la Kaisersaal de la Résidence de Munich. Parmi les personnes ayant assisté au requiem et à la réception figuraient l'ancien chancelier autrichien Wolfgang Schüssel, des membres de la Maison de Wittelsbach, de l'Ordre de Malte et de l'Ordre de la Toison d'or, ainsi que d'autres membres de la famille royale et des personnalités politiques européennes,,,,.

#### Autriche
Le troisième requiem a été célébré par l'évêque Egon Kapellari dans la ville de pèlerinage de Mariazell le 13 juillet 2011 à 14h00, en présence d'environ 1 000 membres de la haute noblesse et de personnalités politiques. Mariazell a été pendant des siècles la ville de pèlerinage la plus importante pour la Maison de Habsbourg, et une grande partie de l'ancienne Autriche-Hongrie,.
La principale cérémonie funéraire a eu lieu à Vienne. Le requiem a été célébré dans la cathédrale Saint-Étienne le 16 juillet 2011 à partir de 15h00, et a été présidé par le cardinal Christoph Schönborn, assisté de sept évêques des différentes nations d'Autriche-Hongrie. Un message du Pape Benoît XVI, adressé à Son Altesse Impériale, l'Archiduc Karl d'Autriche, a été lu par le nonce apostolique, l'archevêque Peter Zurbriggen. Le requiem a été suivi d'une procession funèbre dans l'Innere Stadt et de l'inhumation (selon la cérémonie traditionnelle) d'Otto et de son épouse, Regina, dans la crypte impériale. Le cardinal Schönborn a indiqué que la collecte qui a été faite a été remise aux victimes de la crise alimentaire de 2011 dans la Corne de l'Afrique.
Alors qu'Otto et Regina reposaient dans l'église des Capucins, des prières chrétiennes, juives et musulmanes - reflétant l'héritage multiculturel et multireligieux de l'Autriche-Hongrie - ont été lues le jeudi 14 juillet, respectivement par l'évêque Stephan Turnovszky, le rabbin Steven Langnas et le grand mufti Mustafa Cerić. Le vendredi 15 juillet, la communauté juive a organisé une cérémonie dans la Stadttempel, la principale synagogue de Vienne,,.
Lors de l'inhumation du 15 juillet, des gardes en uniforme traditionnel se tenaient en honneur de part et d'autre des deux cercueils, drapés du drapeau impérial jaune-noir. Des milliers de personnes leur ont rendu hommage et les visiteurs ont pu écrire dans des livres de condoléances. Devant les cercueils, un certain nombre d'ordres, d'honneurs et de décorations qu'Otto a reçus tout au long de sa vie étaient disposés sur des coussins de velours. Il s'agit notamment de l'Ordre de la Toison d'or, de la Grand-Croix de l'Ordre de Saint-Étienne de Hongrie, de la Grand-Croix de l'Ordre de Léopold, de l'Ordre de la Très Sainte Annonciation, de l'Ordre de Saint-Jean, de l'Ordre de Saint-Hubert, de la Grand-Croix de l'Ordre du Mérite de la République fédérale d'Allemagne, de la Grand-Croix de la Légion d'honneur, de la Grand-Croix de l'Ordre du Mérite, de l'Ordre souverain et militaire de Malte, de la Grand-Croix Bailli de Grâce et de Dévotion, de la Grand-Croix de l'Ordre de Charles III, de la Grand-Croix de l'Ordre de Saint-Grégoire le Grand, et de bien d'autres encore.

#### Croatie et Hongrie
Le 16 juillet, un requiem a également été célébré en Croatie.
La dernière messe de requiem a eu lieu le dimanche 17 juillet 2011 à 15h00 à Budapest et Pannonhalma, Hongrie, et a été célébrée par le cardinal László Paskai et co-célébrée par l'archiabbé de Pannonhalma Asztrik Várszegi et un certain nombre d'évêques hongrois dans la Basilique Saint-Étienne à Budapest, en Hongrie. Enfin le coeur d'Otto a été inhumé à l'arcchevêché de Pannonhalma en présence de la famille la plus proche.

### Cérémonie de mise au tombeau

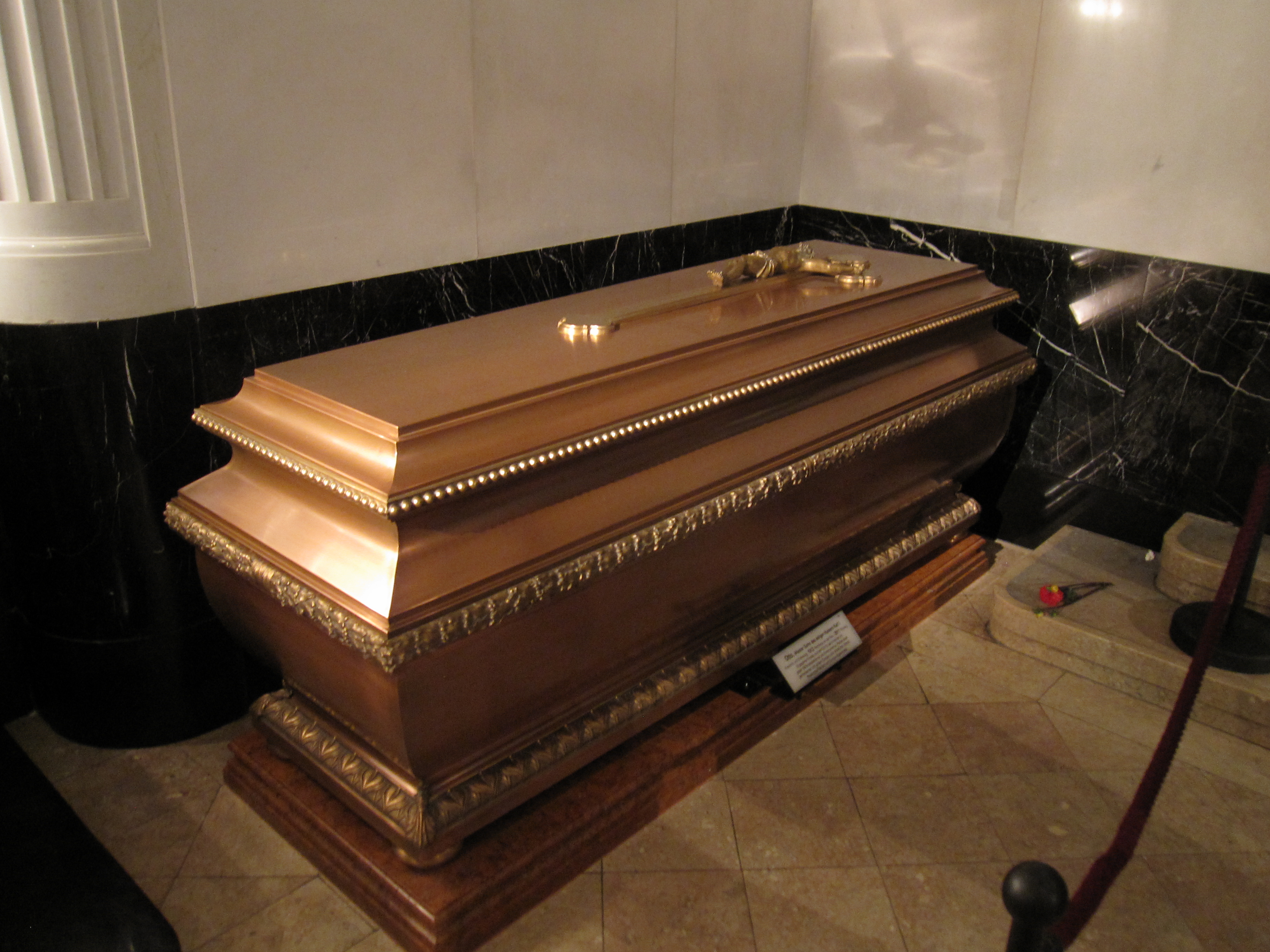
Tombeau de la crypte impériale.

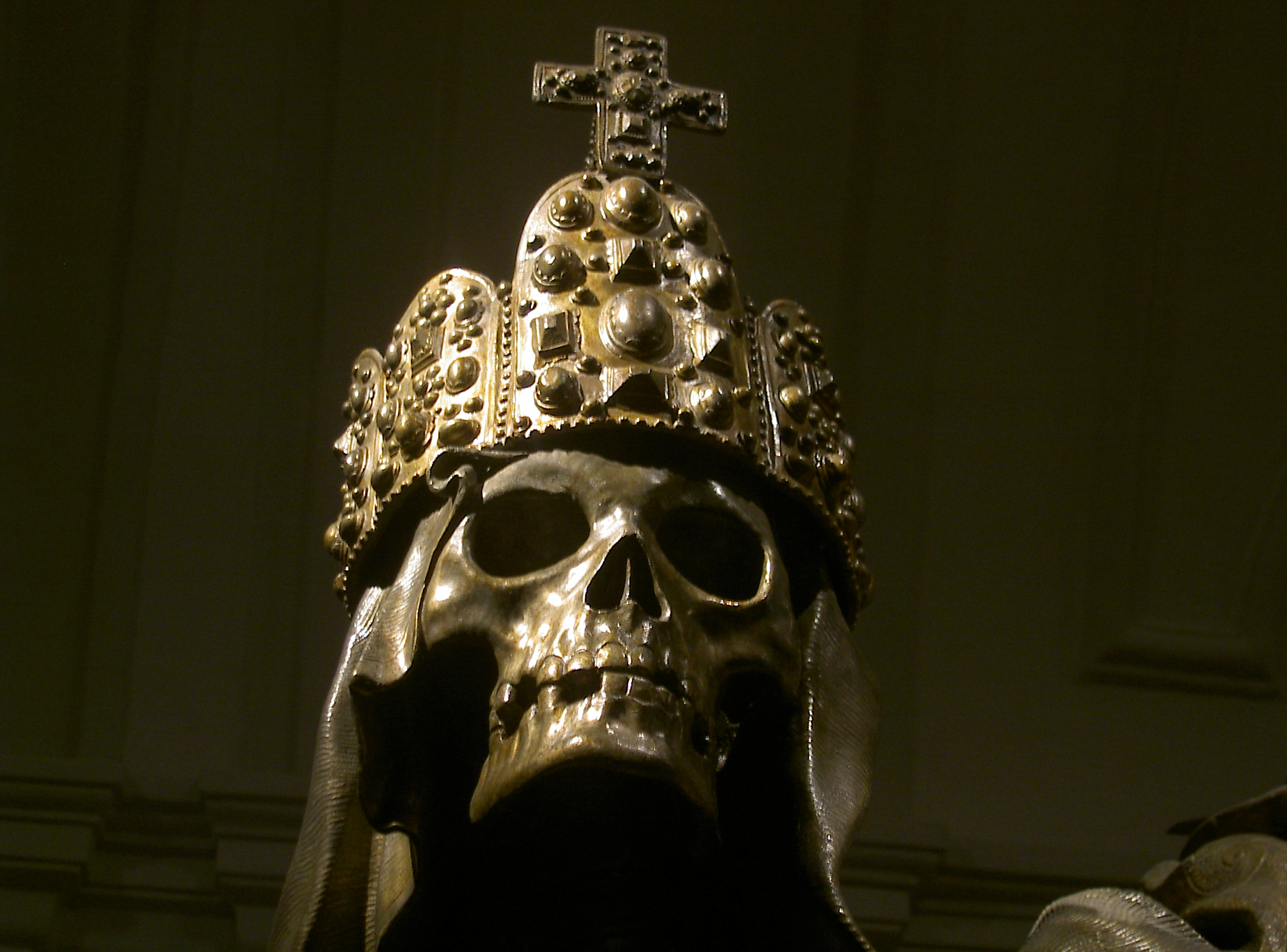
Un ornement du sarcophage de l'ancêtre d'Otton, Charles VI, empereur romain germanique, dans la crypte impériale : une tête de mort avec la couronne impériale.

Lors des funérailles, une cérémonie traditionnelle a lieu lorsque le cortège de deuil arrive aux portes de l'église des Capucins, sous laquelle se trouve la crypte impériale, et que le héraut frappe à la porte. Un capucin demande alors « Qui demande à entrer ? » Le Messager répond en donnant le nom et le titre du défunt. Le capucin répond alors « nous ne le/la connaissons pas ». La même procédure est répétée une fois. Ce n'est qu'à la troisième tentative, lorsque le Messager répond par « un être humain pécheur et mortel », que les portes s'ouvrent et que le Habsbourg mort est admis dans la crypte. En 1989, la mère d'Otto, Zita, est présentée une première fois avec tous ses titres, puis une deuxième fois sous le nom de « Zita, Sa Majesté l'Impératrice et la Reine. »
Ulrich-Walter Lipp, un ami de la famille, a été choisi pour être le héraut en 2011. Otto a d'abord été présenté comme « Otto d'Autriche ; ancien prince héritier d'Autriche-Hongrie ; prince royal de Hongrie et de Bohême, de Dalmatie, de Croatie, de Slavonie, de Galice, de Lodomeria et d'Illyrie ; grand-duc de Toscane et de Cracovie ; duc de Lorraine, de Salzbourg, Styrie, Carinthie, Carniole et Bucovine ; Grand Prince de Transylvanie, Margrave de Moravie ; Duc de Silésie, Modène, Parme et Plaisance, Guastalla, Oświęcim et Zator, Teschen, Frioul, Dubrovnik et Zadar ; Comte princier de Habsbourg et Tyrol, de Kybourg, Gorizia et Gradisca ; Prince de Trente et Brixen ; Margrave de Haute et Basse Lusace et d'Istrie ; Comte de Hohenems, Feldkirch, Bregenz, Sonnenburg, etc. ; Seigneur de Trieste, Kotor et la Marche Windique, Grand Voïvode de la Voïvodie de Serbie, etc.,. » Les revendications traditionnelles des Habsbourg sur Jérusalem et l'Autriche ont été omises.
La seconde fois, il a été présenté comme « Dr Otto von Habsburg » et un certain nombre de ses réalisations civiques, notamment en tant que président de l'Union paneuropéenne et membre du Parlement européen, ont été mentionnées. « Otto Habsburg-Lothringen », le nom que les autorités autrichiennes utilisent pour le désigner, n'a pas été utilisé,.
La troisième fois, il a été présenté, d'une voix humble et modérée, comme suit : « Otto, un être humain mortel et pécheur !,,. »
Le capucin ouvrant les portes, s'exclamant enfin « Alors il peut entrer », était le père Gottfried Undesser, gardien de la crypte impériale, né en 1933 et capucin depuis 1951. C'est aussi le père Gottfried qui a ouvert les portes de l'impératrice-reine Zita en 1989. Les Capucins sont chargés de la construction et de l'entretien de la Crypte Impériale depuis 1622,,.

### Enterrement de cœur

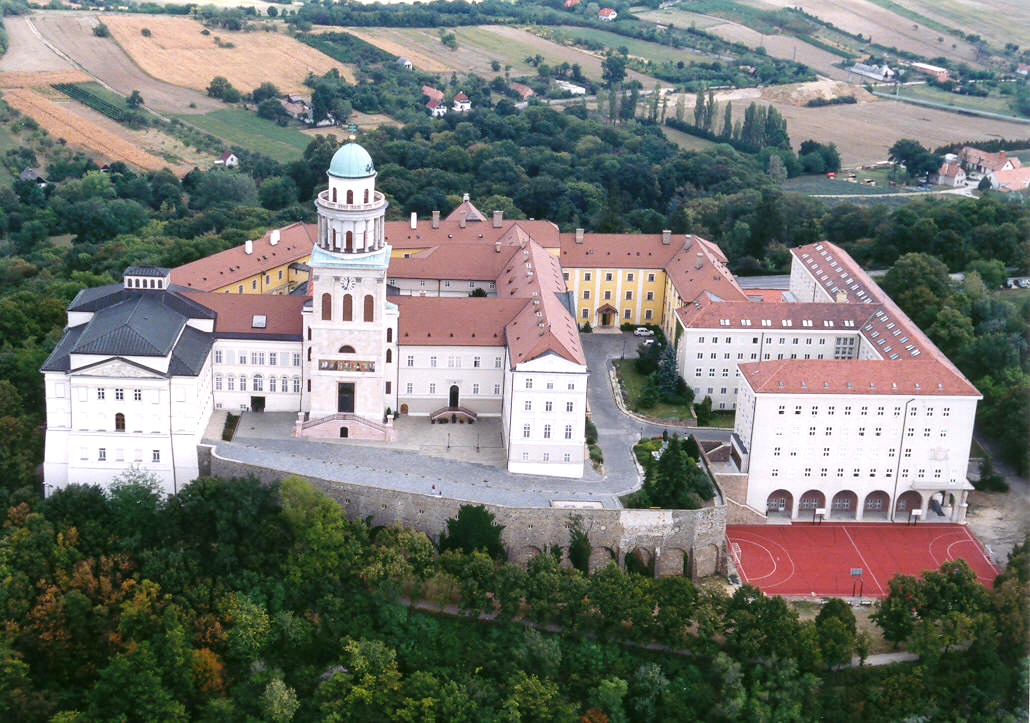
Son cœur a été inhumé à Pannonhalma Archabbey en Hongrie.

Le dimanche 17 juillet 2011, le cœur d'Otto a été enterré dans l'abbaye bénédictine de Pannonhalma, à la suite d'une cérémonie avec vêpres en latin et d'une prière œcuménique. L'archabbé Asztrik Várszegi, l'évêque réformé Gusztáv Bölcskei, l'évêque luthérien Tamás Fabinyi et le grand rabbin Zsolt Markovics y ont participé, ainsi qu'une centaine de membres de la maison des Habsbourg et le vice-Premier ministre Zsolt Semjén avec son épouse représentant le gouvernement hongrois. Une urne en argent contenant son cœur était entourée d'une couronne de fleurs et de feuilles aux couleurs du drapeau hongrois, rouge, blanc et vert. Ses fils Karl (Károly en Hongrie) et Georg (György) ont finalement porté l'urne à la crypte, où elle a été enterrée sous une dalle de marbre.
Le père Albin, l'un des moines du monastère, a déclaré que « la Hongrie ne l'a jamais expulsé personnellement et qu'il voulait être enterré dans un pays qui l'aime toujours. » Avec l'inhumation de son cœur, 12 jours de commémoration et de cérémonies funéraires dans plusieurs pays se sont conclus.
Son urne cardiaque répertorie son nom et ses titres comme suit :
- SKKH (Son Altesse Impériale et Royale)
- Otto
- Erzherzog von Österreich (Archiduc d'Autriche)
- Königlicher Prinz von Ungarn (Prince Royal de Hongrie)[91]

## Dignitaires
La liste est une sélection de ceux dont la participation est publiquement connue.

### Pöcking, 9 juillet

#### Royauté et noblesse

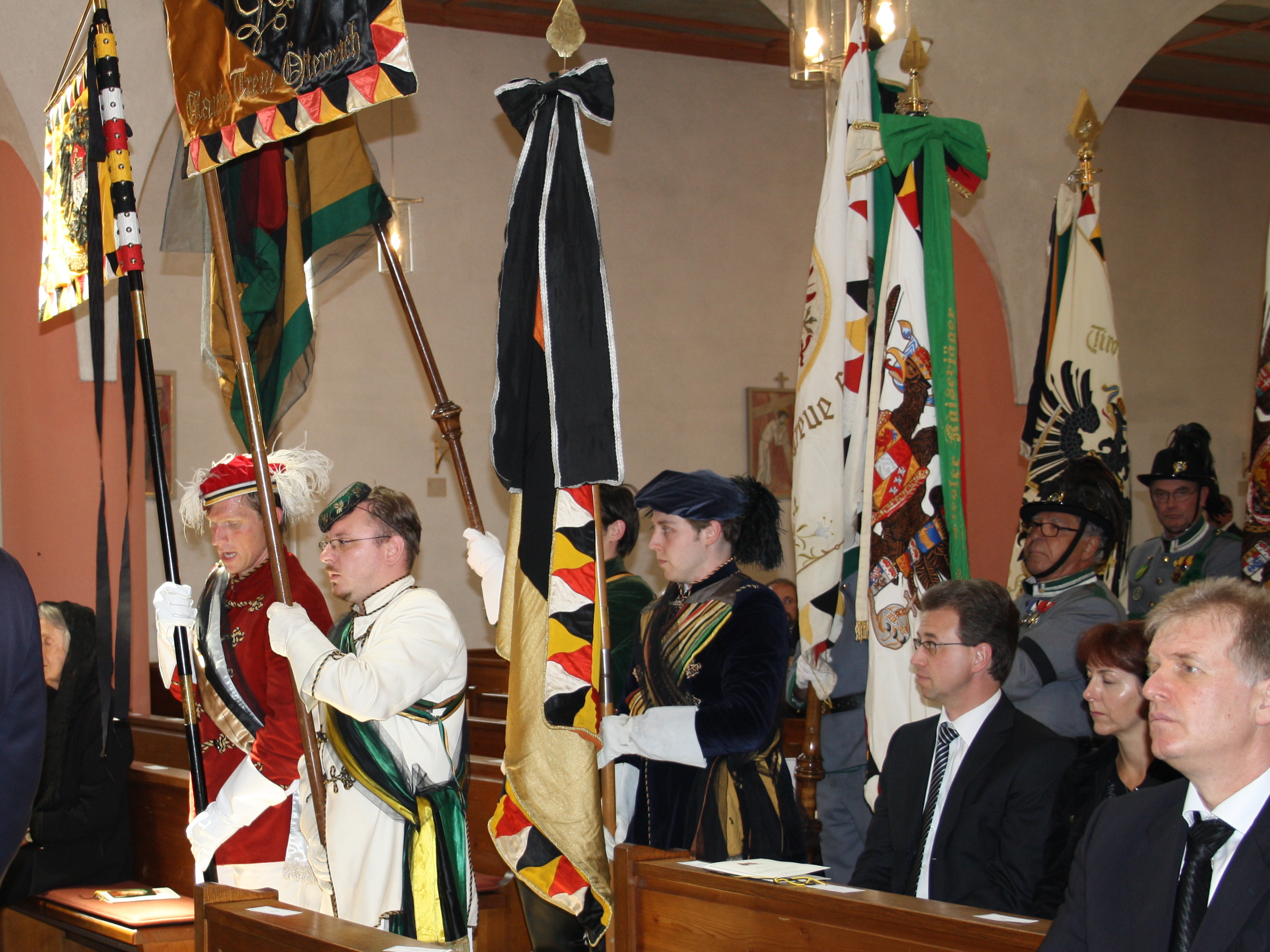
Requiem le 9 juillet à Pöcking avec des porte-drapeaux en uniforme traditionnel.

- Maison de Habsbourg - Karl d'Autriche, Georg d'Autriche, Andrea d'Autriche, Monika d'Autriche, Michaela d'Autriche, Gabriela d'Autriche, Walburga d'Autriche et autres ;
- Prince Luitpold de Bavière, et autres[92] ;
- Gloria de Tour et Taxis[93] ;
- Maison Esterházy - Comte Endre et comtesse Christine Esterházy von Galántha[93].

#### Représentants de l'état
- Ministre d’État de Bavière Georg Fahrenschon[92] ;
- Ministre fédéral allemand Ilse Aigner[92].

### Munich, 11 juillet

#### Royauté et noblesse
- Maison de Habsbourg - Karl d'Autriche, Georg d'Autriche, Andrea d'Autriche, Monika d'Autriche, Michaela d'Autriche, Gabriela d'Autriche, Walburga d'Autriche et autres ;
- Maison de Wittelsbach – Prince Luitpold de Bavière, Prince Max, Duc en Bavière, Princesse Elisabeth, Duchesse en Bavière, et autres[94] ;
- Maison de Tour et Taxis - La princesse douairière de Thurn et Taxis [94]

#### Représentants de l'État et politiciens
- Premier ministre de Bavière Horst Seehofer, ancien premier ministre Edmund Stoiber[95] ;
- Ministre fédéral allemand Peter Ramsauer, ancien ministre fédéral Theo Waigel[réf. nécessaire] ;
- Ministre des affaires étrangères du Kosovo Enver Hoxhaj[96].

### Mariazell, 13 juillet

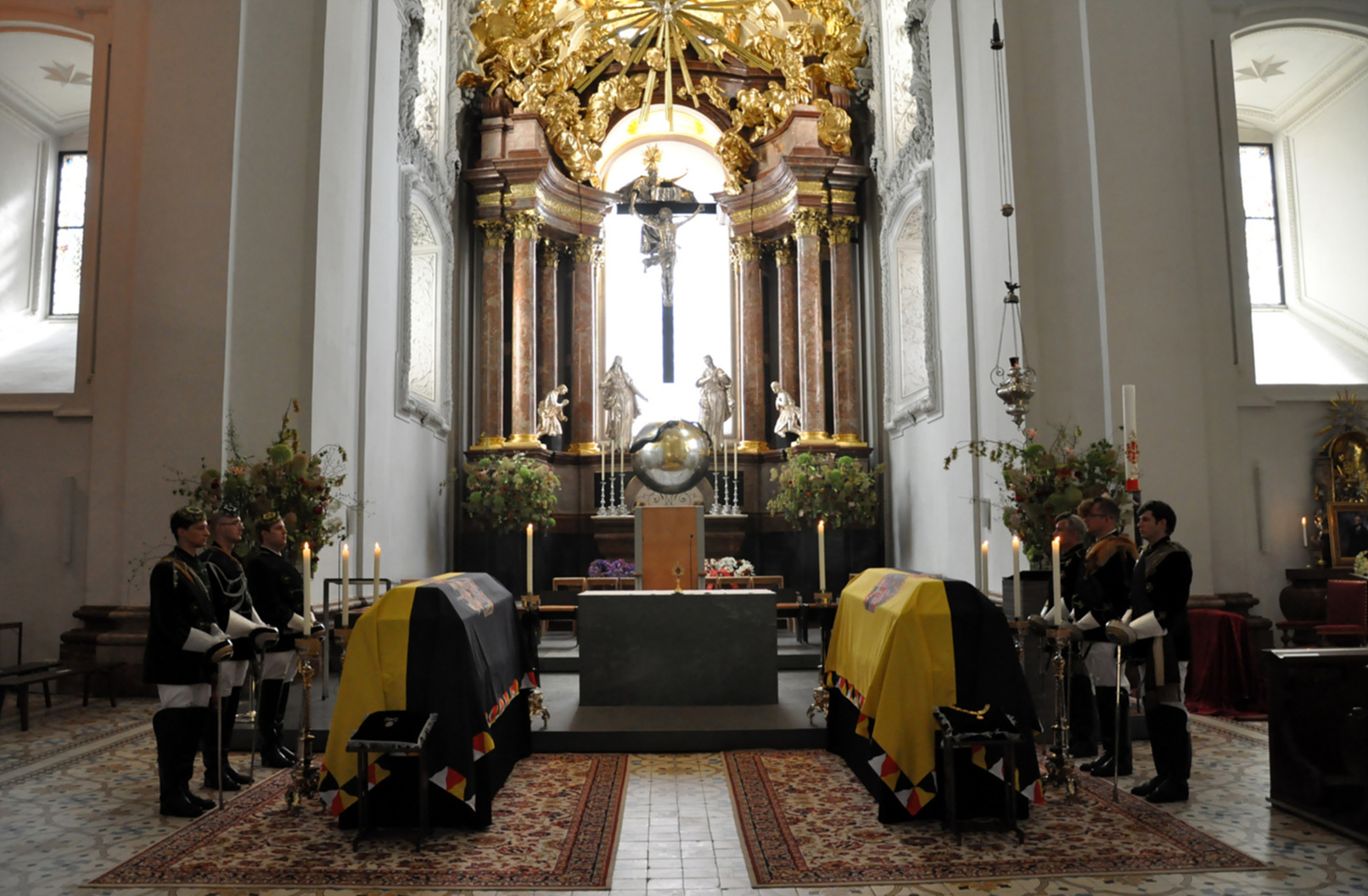
Requiem à la Basilique de Mariazell le 13 juillet.

#### Représentants de l'état
Le cardinal Christoph Schönborn a participé en tant que représentant personnel du pape Benoît XVI. Il a également présidé le requiem à Vienne

#### Religieux
Archevêques des pays d'Europe centrale et des Balkans qui formaient autrefois l'empire austro-hongrois.

### Vienne, 16 juillet

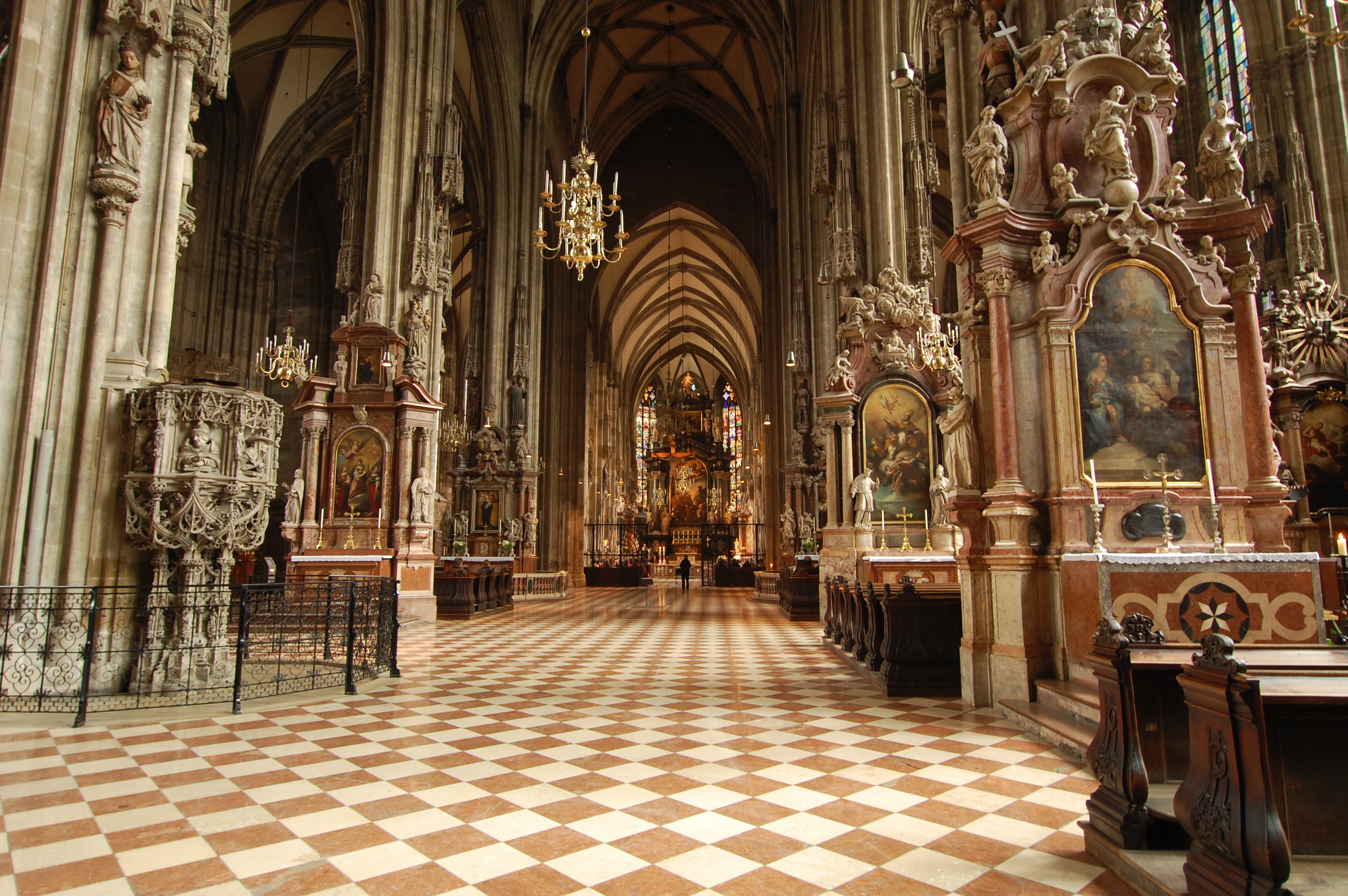
La cérémonie funéraire a eu lieu le 16 juillet dans la Cathédrale Saint-Étienne de Vienne.

De nombreux dignitaires ont assisté aux funérailles le 16 juillet à Vienne. Au total, environ 1 000 invités étaient présents, parmi lesquels de nombreux membres de la famille royale, des nobles, des chefs d'État et des représentants du gouvernement.

#### Royautés
- Maison de Habsbourg (ancienne famille impériale-royale d'Autriche-Hongrie) - Karl d'Autriche, Georg d'Autriche, Francesca d'Autriche, Eleonore d'Autriche, Ferdinand Zvonimir d'Autriche, Andrea d'Autriche, Monika d'Autriche, Michaela d'Autriche, Gabriela de Autriche, Walburga d'Autriche, Prince Lorenz de Belgique, Archiduc d'Autriche-Este, Maria-Anna d'Autriche, Princesse Galitzine, et autres[100],[101].

- Branches de la Maison de Bourbon
  - Maison de Bourbon-Parme (ancienne famille ducale de Parme) - Prince Carlos de Bourbon-Parme, duc de Parme et Plaisance, princesse Annemarie, prince Jaime, comte de Bardi[102]
  - Maison de Bourbon-Parme (Grand Ducal Family of Luxembourg) – Henri, Grand Duke of Luxembourg, Maria Teresa, Grand Duchess of Luxembourg[103]
  - Maison de Bourbon (Famille royale d'Espagne) – Cristina Infante d'Espagne
- Famille princière du Liechtenstein – Hans-Adam II, Prince du Liechtenstein, Marie, princesse du Liechtenstein[45],[104]
- Maison Bernadotte (Famille royale de Suède) – King Carl XVI Gustaf de Suède, Reine Silvia de Suède[105]
- Maison de Golitsyn - Prince Piotr Dmitrijevitch Galitzine, Princesse Tatiana Galitzine, Princesse Maria Galitzine (époux et filles de l'archiduchesse Maria Anna d'Autriche)

- Branches de la maison de Hohenzollern
  - Maison des Hohenzollern (ancienne famille royale prussienne) - Georg Friedrich, prince de Prusse
  - Maison des Hohenzollern-Sigmaringen (ancienne famille royale roumaine) - Roi Michel de Roumanie[106]
- Branches de la Maison de Saxe-Cobourg et Gotha
  - Famille royale belge – Princesse Astrid de Belgique, Archiduchesse d'Autriche-Este (par mariage un membre de l'Autriche-Est branche de la Maison des Habsbourg)
  - Maison de Saxe-Cobourg et Gotha (ancienne famille royale bulgare) - Tsar Siméon II de Bulgarie, ancien premier ministre[100]
  - (Famille royale britannique) – Prince Michel de Kent et Marie Christine, Princesse Michael de Kent (n'étant pas présent à titre officiel mais à titre privé)[107],[108].
- Maison de Savoie - Victor-Emmanuel de Savoie
- Maison de Bade - Maximilien, Margrave de Bade, Valérie, margrave de Bade (de naissance membre de la maison de Habsbourg)
- Maison de Wittelsbach – Prince Léopold de Bavière
- Maison de Bragance - Duarte Pio, duc de Bragance
- Dynastie salomonienne (ancienne famille impériale d'Éthiopie) - Le'ul Ras (prince) Asfa-Wossen Asserate [104]
- Famille royale de Jordanie – Prince Hassan bin Talal, Princesse Sarvath El Hassan
- Maison Petrović-Njegoš – Prince héritier Nicolas II du Monténégro[109]

#### Représentants de l'État
- Le pape Benoît XVI a désigné le cardinal Christoph Schönborn comme son représentant personnel pour les célébrations des funérailles. Schönborn a présidé le requiem à Vienne, en tant qu'archevêque de Vienne[97]. La Sainte Messe a été concélébrée par les évêques tchèques Dominik Duka (Prague), Vojtěch Cikrle (Brno) et František Lobkowicz (Ostrava-Opava)[110].
- Ordre de Malte - Prince et Grand Maître Fra' Matthew Festing[111]
- Le président autrichien Heinz Fischer et son épouse Margit Fischer, le chancelier Werner Faymann et la plupart des membres du cabinet et des gouverneurs autrichiens, ainsi que d'autres représentants de l'État[56].
- Le Président hongrois Pál Schmitt[106].
- Le Président géorgien Mikheil Saakachvili[56].
- Le Premier ministre macédonien Nikola Gruevski[104].
- Le Premier ministre croate Jadranka Kosor[106].
- Des représentants du gouvernement de Bavière sont attendus[112].

#### Autre
- Représentants de UE : Jerzy Buzek[43], Hans-Gert Pöttering, Alejo Vidal-Quadras[113].

#### Religieux
- Plateau Hochmeister Bruno
- Grand Mufti Mustafa Cerić de Bosnie-Herzégovine[106]
- L'ancien grand rabbin de Munich Steven Langnas[106]

### Budapest, 17 juillet

#### Royauté
- Maison de Habsbourg - Karl d'Autriche, Georg d'Autriche, Andrea d'Autriche, Monika d'Autriche, Michaela d'Autriche, Gabriela d'Autriche, Walburga d'Autriche et autres

#### Représentants de l'état
- Le président hongrois Pál Schmitt, le premier ministre Viktor Orbán, le vice-premier ministre Zsolt Semjén, et d'autres personnes[80],[114],[115].
- Membres du Corps Diplomatique et de l'Ordre de la Toison d'or[114]

## Couverture médiatique
Environ 300 journalistes d'Europe, d'Amérique et du Japon ont été accrédités pour couvrir les funérailles à Vienne.
Le requiem du 11 juillet dans l'église théâtrale de Munich a été diffusé en direct par la Bayerischer Rundfunk (Bavière). L'ORF diffusé en direct pendant six heures depuis les funérailles de Vienne le 16 juillet. Avant l'émission en direct, ORF a diffusé des documentaires relatifs à la famille impériale royale. En moyenne, l'émission en direct de six heures a été regardée par 413 000 personnes en Autriche, atteignant 557 000 au maximum.